# Quintett Es-Dur op. 44 (Schumann)
Das Quintett Es-Dur für 2 Violinen, Viola, Violoncello und Klavier op. 44 schrieb Robert Schumann zwischen dem 23. September und dem 16. Oktober 1842. Gewidmet ist das Klavierquintett seiner Frau Clara Schumann, ursprünglich war jedoch – wie aus der Stichvorlage ersichtlich wird – eine Widmung an Maria Paulowna von Sachsen-Weimar angedacht. Es zählt zu Schumanns beliebtesten kammermusikalischen Werken und genießt seit seiner Entstehung ungebrochene Popularität. Zugleich etablierte es damit die zum Zeitpunkt seiner Entstehung noch relativ ungewohnte Gattung des Klavierquintetts.
Das Werk wurde erstmals im Rahmen einer vom Ehepaar Schumann gegebenen Musikalischen Morgenunterhaltung im Saal des Leipziger Gewandhauses am 8. Januar 1843 von Clara Schumann, Ferdinand David, Moritz Klengel, Hermann Otto Hunger und Franz Carl Wittmann öffentlich aufgeführt. Die erste Druckausgabe erschien auf Wunsch des Komponisten im September 1843, als eine Art Geschenk zu Claras 24. Geburtstag am 13. September, bei Breitkopf & Härtel in Leipzig.

## Hintergrund und Entstehungsgeschichte
Zu Beginn der 1840er Jahre wandte sich Schumann davon ab, beinahe ausschließlich reine Klaviermusik zu schreiben, und öffnete sein Schaffen nun auch dem Kunstlied, der Sinfonie und der Kammermusik. Insbesondere in seinen Musikkritiken beschäftigte er sich um 1842 mit Klaviertrios und Quartetten. Dabei zeigt sich ein bestimmtes Kompositionsideal, das einen musikalischen Grundcharakter innerhalb jedes einzelnen Satzes und zugleich eine enge, satzübergreifende Verbindung fordert.

### Entstehung

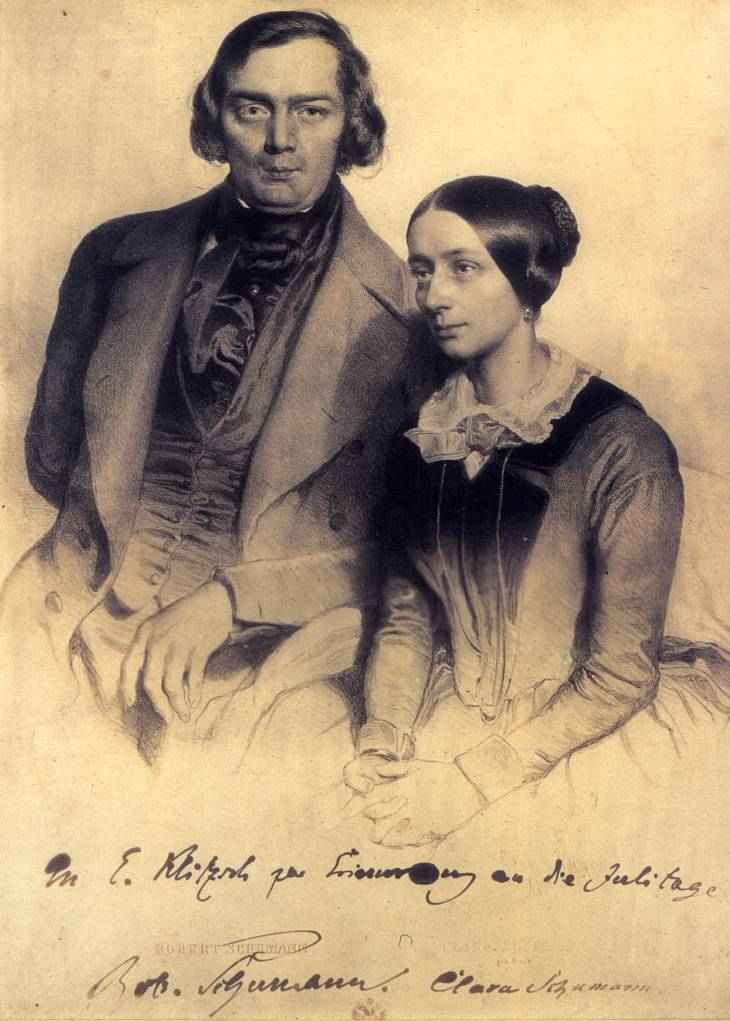
Das Ehepaar Schumann in einer Lithografie aus dem Jahre 1847

Aufgrund zahlreicher schriftlicher Bemerkungen Schumanns lassen sich die einzelnen Arbeitsschritte an seinem Klavierquintett gut nachvollziehen. Das Haushaltsbuch der Schumanns etwa enthält folgende Daten zur Entstehung:
23. September 1842 – „Anflug zu einem Quintett.“

24. September 1842 – „Erster Satz des Quintetts fertig.“

25. September 1842 – „Am Quintett gearbeitet.“

26. September 1842 – „Fleißig am Quintett.“

27. September 1842 – „Sehr fleißig und glücklich am Quintett.“

28. September 1842 – „Ziemlich fertig mit dem Quintett.“

5. Oktober 1842 – „Angefangen am Quintett zu schreiben.“

12. Oktober 1842 – „Mein Quintett fertig aufgeschrieben.“

Die Skizze selbst gibt im Deckblatt den Zeitraum vom 23. bis zum 28. September 1842 an. Sie enthält neben der Marcia ein mit „Scena“ überschriebenes Satzfragment, das nicht in den Autograph übernommen wurde. Das abschließende Fugato fehlt jedoch, erst nach Vollendung des Autographs kam es hinzu. In diesem sind auch die ausgearbeiteten Sätze einzeln datiert: Der 1. Satz wurde am 6. Oktober 1842 vollendet, der 2. Satz am 8. Oktober, der 3. Satz am darauffolgenden Tag und der 4. Satz in seiner ersten Fassung am 12. Oktober 1842. Als Abschlussdatum für die Änderungen bzw. Erweiterungen im Fugatoschluss des Finales ist der 16. Oktober 1842 vermerkt.
Es lässt sich nachweisen, dass Felix Mendelssohn Bartholdy eine Überarbeitung des langsamen Satzes angeregt hatte. Er schlug vor, dessen Wirkung dadurch zu erhöhen, dass anstelle des zweiten Alternativos ein lebhafterer Satz eingeschoben werden sollte. Schumann schrieb daraufhin das Intermezzo neu und Mendelssohn zeigte sich über das Ergebnis hocherfreut.
Im Ehetagebuch schrieb Clara Schumann:„Die letzte Woche des Septembermonats ist, was unser äußeres Leben betrifft, sehr still hingegangen; umso mehr aber hat mein Robert mit dem Geist gearbeitet! er hat ziemlich ein Quintett vollendet, das mir nach dem, was ich erlauscht, wieder herrlich scheint - ein Werk voll Kraft und Frische! - Ich hoffe sehr, es diesen Winter noch öffentlich hier zu spielen.“ Nachdem Clara das Quintett am 29. November das erste Mal in einer Probe gehört hatte, urteilte sie: „Abends probierten wir zum ersten Male Roberts soeben vollendetes Quintett, das ein herrliches Werk ist, dabei äußerst brillant und effektvoll.“
Von Schumann selbst sind nur drei Äußerungen zu seinem op. 44 überliefert, so in einem Brief vom 3. Januar 1843 an Franz Liszt: „Ich habe ein Quintett geschrieben; dies sollte meine Frau vielleicht in B. Spielen; ich würde mich freuen, wenn Sie es hörten - es macht eine recht frische Wirkung.“ Über die erste öffentliche Aufführung am 8. Januar 1843 schrieb er an Wilhelm Taubert (10. Januar 1843): „Unsere Matinee ist glücklich vonstatten gegangen - ich wünschte, Sie wären dabei gewesen. Quartett [A-Moll] und Quintett machte eine recht lebendige Wirkung, auch im Konzertsaal“. An Verhulst schrieb er am 19. Juni 1843: „An meinem Quintett und Quartett wird Dir manches zusagen; es ist ein recht reges Leben darin.“ Dass das Quintett an Claras Geburtstag erschien, hatte Schumann bei seinem Verleger R. Härtel in einem Brief vom 7. März 1843 erbeten: „Mein Quintett liegt zum Druck bereit. Es hängt ganz von Ihnen ab, wann Sie es erscheinen lassen wollen. Gern möchte ich es aber zum Geburtstage meiner Frau (Anfang September) haben!“

### Überlieferung
Zum Quintett op. 44 existieren drei Quellen:
1. Der vollständige Entwurf, von Schumann mit „Skizze“ überschrieben, datiert auf den 28. bzw. 29. September 1842 und wird derzeit in der Bibliothèque Inguimbertine in Carpentras aufbewahrt. Das Schlussfugato des Finales fehlt, es kam erst nach der Ausarbeitung der einzelnen Sätze hinzu. In der Skizze findet sich auch das Fragment eines weiteren langsamen Satzes.
2. Das Autograph befindet sich in der Universitäts- und Landesbibliothek Bonn (Signatur: Schumann 5). Die einzelnen Sätzen weisen Datierungen im Zeitraum vom 6. bis zum 16. Oktober 1842 auf.
3. Die Stichvorlage der Klavierstimme lagert im Stadtarchiv Krefeld. Titelblatt, diverse Änderungen und Stichanweisungen wurden von Schumann vorgenommen. Für die Streicherstimmen sind die Stichvorlagen und andere Aufführungsmaterialen verschollen. Gleiches gilt für etwaige Korrekturabzüge.

### Bearbeitungen
Am 1. Juli 1845 erkundigte sich Schumann in einem Brief an Härtel, „ob sich nicht etwa ein 4händiges Arrangement“ seines „Quintetts der Mühe verlohne“ und riet für diese Arbeit zu dem Leipziger Klavierlehrer A. Dörffel. Dieser Vorschlag wurde jedoch abgelehnt.

Erst Johannes Brahms fertigte eine solche Bearbeitung an. Er schrieb am 12. September 1854 an Joseph Joachim:„Morgen, den 13ten ist ihr [Claras] Geburtstag; ich habe ihr einen langjährigen Wunsch erfüllt, und das Quintett von Schumann zu vier Händen arrangiert. Während sie in Ostende war, habe ich das Manuskript heimlich aus dem Schrank genommen, so daß sie nichts ahnt. Ich habe mich immer tiefer hinein versenkt, wie in ein paar dunkelblauer Augen (so kömmt’s mir nämlich vor). Auch diesen Brief habe ich deshalb erst jetz schreiben können.“
Brahms’ Autograph ist allerdings verschollen, zudem wurde der Druck seitens des Verlags Breitkopf & Härtel wegen klaviertechnischer Schwierigkeiten abgelehnt. Im Herbst 1857 arbeitete Clara Schumann schließlich selbst einen Klavierauszug zu vier Händen aus, der im Juli 1858 bei Breitkopf & Härtel erschien.

## Musik

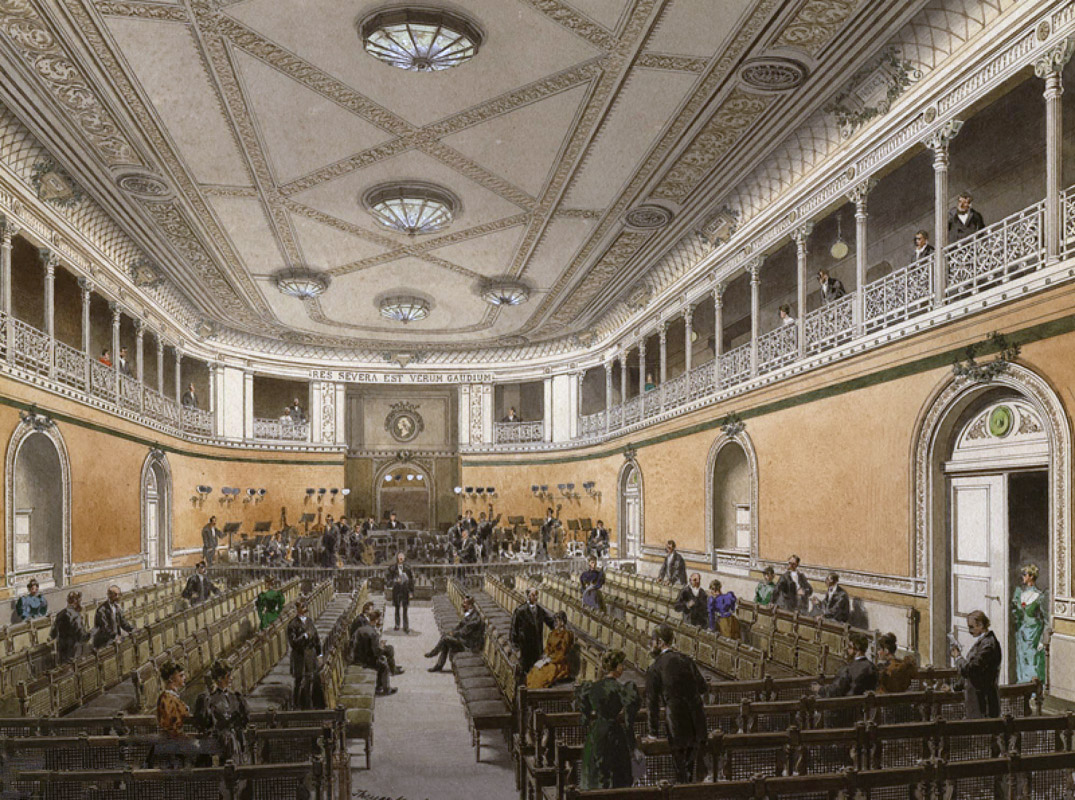
Der Uraufführungsort: Der Saal des Leipziger Gewandhauses in einer Abbildung vom Ende des 19. Jahrhunderts

Für die damalige Zeit noch relativ ungewöhnlich, stellt Schumann in seinem Werk ein Streichquartett gleichberechtigt neben einen Klavierpart und etabliert im gleichen Zug die Gattung des Klavierquintetts. Die imposante Klavierstimme hat Schumann seiner Frau, selbst eine brillante Pianistin, gewissermaßen auf den Leib geschrieben. Fraglich ist, inwiefern Schumanns Quintett ein inneres Programm zugrunde liegt, so wurde das Werk etwa autobiographisch oder (im musikalischen Sinne) semantisch gedeutet.
Es können Bezüge und Anklänge zu vorausgegangenen kammermusikalischen Werken gesehen werden, besonders zu denen Franz Schuberts. Genannt wird dabei insbesondere das Trio in Es-Dur für Klavier, Violine und Violoncello Nr. 2, D 929 (op. 100), welches sogar in derselben Haupttonart wie Schumanns Klavierquintett angelegt ist. Dass sich Schumann im Jahr 1842 außerdem intensiv mit der Musik von Johann Sebastian Bach auseinandergesetzt hat, wird im Finalsatz an der Fugenkomposition deutlich. Insbesondere wird auch ein Einfluss des Es-Präludiums aus dem Wohltemperierten Klavier vermutet.
Ist die Anlage des Klavierquintetts in den ersten drei Sätzen durchaus in formeller Hinsicht konventionell, wenn auch vom Klanggestus her doch zweifellos einzigartig und der Musik der Romantik verpflichtet, so kann der Finalsatz in Anbetracht seiner formalen Gestaltung und seiner ungewöhnlichen Harmonik als radikale Abkehr von der Vergangenheit gesehen werden. Eine Detailanalyse, auch unter Einbezug der Schenkerschen Reduktionsanalyse, findet sich etwa bei David Beach.

### 1. Satz: Allegro brillante
Der Kopfsatz des Klavierquintetts steht in einer dreiteiligen Sonatenhauptsatzform und beginnt direkt mit einem kraftvollen, achttaktigen Hauptthema, das anschließend in Sequenzen einen ungewöhnlich großen Ambitus entwickelt. Schon innerhalb der Exposition wird mit der Themenauswertung begonnen: Das Motiv wird kantabilisiert und verschiedentlich variiert. Im Seitensatz der Exposition wird ein ausgesprochen lyrischer Nebengedanke eingeführt. Das bereits hier ersichtliche Schwanken des Satzes zwischen einem durchweg lebensfrohen und einem nachdenklichen Pol erinnerte einige Interpreten an Schumanns ebenso gegensätzliche Fantasiefiguren Florestan und Eusebius, mit denen Schumann seine oft ambivalenten Ansichten zum Ausdruck bringen konnte. Die Durchführung intensiviert diesen lyrischen Charakter hin ins Elegische, was bereits auf den zweiten Satz vorausweist. Es entspinnt sich eine temporeiche Lauffigur im Klavierpart, die schließlich in der Reprise mündet. Nach einer Fülle weiterer Motivausschmückungen endet der 1. Satz mit einer Coda.

### 2. Satz: In Modo d’una Marcia
Der rondoartige Trauermarsch des zweiten Satzes bildet das Schwergewicht des gesamten Quintetts und mag während der Komposition die meiste Zeit in Anspruch genommen haben. Formal ist der Satz dreiteilig: Nach drei Einleitungstakten folgt der Großabschnitt A mit den Unterabschnitten a – b – a1. Ihm schließt sich ein kontrastierender Mittelteil B an, eine Art Intermezzo, worauf die Reprise A1 mit den Abschnitten a2 – b1 – a3 folgt.
Der eigentliche Marsch (a-Teil) wird zunächst in c-Moll präsentiert und ist Ausdruck ausgesprochener Tragik. Nach gut 30 Takten lichtet sich im b-Teil der Klangfluss, dazu tragen der Wechsel in die Varianttonart C-Dur und die nun weit flüssigeren Achtelbewegungen bei. Wieder ist der Marsch (a1-Teil) im alten c-Moll zu hören. Abrupt erklingt das Intermezzo als Agitato in f-Moll, es kann als leidenschaftliches Aufbegehren gegen das Unausweichliche gesehen werden. Im zweiten Teil des Agitatos kehrt der Marsch wieder (a2-Teil), wobei das Hauptmotiv über der triolischen Begleitung erklingt. Wieder entflieht der Klangfluss im b1-Abschnitt in das variante F-Dur. Ein letztes Mal glimmt der Marsch auf (a3), abschließend in c-Moll. Der zweite Satz schließt, als eine Art Hoffnungsschimmer, mit einem gläsernen C-Dur-Akkord der Streicher.

### 3. Satz: Scherzo. Molto vivace
Das Scherzo, wieder beginnend in der Haupttonart Es-Dur, ist von einer lebhaften, exzessiven Tonleitermelodik gekennzeichnet. Die Skalen laufen durch alle Schichten, so dass Hans-Günter Ottenberg den Eindruck eines Perpetuum mobile gewinnt. Das ausgesprochen sangliche, ein wenig nachdenklichere erste Trio steht in Ces-Dur und knüpft an die ersten beiden Sätze an. Nach einem erneuten Hereinbrechen des Scherzo-Themas folgt das zweite Trio (L’istesso tempo) in as-Moll: Es basiert auf einem pulsierenden Sechzehntelrhythmus und ausschweifenden Modulationen, wobei wiederum schon gehörtes thematisches Material verarbeitet wird. Ein letztes Mal erklingt das Skalenthema, bevor eine Coda den 3. Satz zu einem triumphierenden Ende bringt.

### 4. Satz: Allego ma non troppo
Angelehnt an die Form eines Sonatenrondos ist der abschließende Finalsatz konstruiert, der als musikalisches Resümee alles bisher Gehörten aufgefasst werden kann. Auch hier finden sich wieder Andeutungen an das Gegensatzpaar Florestan und Eusebius. Beginnend im zur Haupttonart Es-Dur parallelen c-Moll, baut der vierte Satz seinen Ausgangsteil auf Motiven der übrigen drei Sätze auf, darunter die Tonleiterfiguren aus dem dritten Satz und die Dreiklangssequenzen aus dem ersten Satz. Die Zwischenteile und der wiederkehrende Ausgangspart variieren stark in Charakter und Länge. So wechselt die Resolutheit des Anfangs sich mit elegischeren, nachdenklicheren und verspielten Zwischenparts ab. Noch einmal wird an den Trauermarsch des zweiten Satzes erinnert, dem sich ein Fugato und schließlich eine Doppelfuge aus den Hauptthemen des ersten und des vierten Satzes anschließt. Prachtvoll endet das Klavierquintett zuletzt mit Es-Dur-Akkorden.